# Kansas City (film)
Pour les articles homonymes, voir Kansas City.
Pour plus de détails, voir Fiche technique et Distribution.
Kansas City est un film américain réalisé par Robert Altman, sorti en 1996. 
Jennifer Jason Leigh, Miranda Richardson, Harry Belafonte et Steve Buscemi jouent dans le film. Le film a été présenté au Festival de Cannes 1996. La musique est composée de morceaux de jazz.

## Synopsis
En 1934 à Kansas City, avec la complicité d'un chauffeur de taxi, Johnny grimé en noir, dévalise un joueur potentiel se rendant dans une boite tenue par la mafia locale. Les deux hommes sont rapidement démasqués et le chauffeur est lynché. Blondie la femme de Johnny à l'idée pour le faire libérer de kidnapper la femme de Stilton, un conseiller du président Roosevelt, cette dernière, Carolyn est opiomane compulsive. Le mari est contacté qui contacte lui-même plusieurs figures de la pègre, mais en ce moment les hommes de main sont occupés par l'organisation du trucage des élections. Quand Johny réapparaît à son domicile, il est grièvement blessé au ventre et décéde, alors que Blondie le pleure, Carolyn s'empare de son pistolet, la tue, puis rejoint son mari qui l'attend dehors dans une voiture.

## Fiche technique
- Titre : Kansas City
- Réalisation : Robert Altman
- Scénario : Robert Altman & Frank Barhydt
- Photographie : Oliver Stapleton
- Montage : Geraldine Peroni
- Production : Robert Altman
- Sociétés de production : Ciby 2000 & Sandcastle 5 Productions
- Société de distribution : Brush Creek Productions
- Pays :  États-Unis
- Langue : Anglais
- Format : Couleur - Dolby Digital - 35 mm - 1.85:1
- Genre : Drame, thriller et film musical
- Durée : 111 minutes
- Date de sortie : 18 août 1996

## Distribution
- Jennifer Jason Leigh : Blondie O'Hara
- Miranda Richardson : Carolyn Stilton
- Harry Belafonte : « Pas-vu-pas-pris »
- Michael Murphy : Henry Stilton
- Dermot Mulroney : Johnny O'Hara
- A.C. Tony Smith : Sheepshan Red dit le renard
- Steve Buscemi : Johnny Flynn
- Brooke Smith : Babe Flynn
- Jane Adams : Nettie Bolt
- Ajia Mignon Johnson : Pearl Cummings
- Jeff Feringa : Addie Parker
- Albert J. Burnes : Charlie Parker
- Martin Martin : 'Blue' Green
- Tawanna Benbow : Rose
- Joe Digirolamo : John Lazia
- Jerry Fornelli : Tom Pendergast
- Cal Pritner : Le gouverneur Guy Park

## Bande originale
La bande son a été produite par Hal Willner et Steven Bernstein et mettait en vedette plusieurs musiciens contemporains jouant le rôle de célèbres musiciens de jazz des années 1930. Par exemple, Craig Handy joue le rôle de Coleman Hawkins, Geri Allen joue Mary Lou Williams et James Carter joue Ben Webster.